# Порядок наследования иорданского престола

Королевский штандарт кронпринца Иордании

Порядок наследования иорданского престола — это список лиц, имеющих право наследовать престол Иорданского Хашимитского королевства. Порядок наследования регулируется статьей 28 Конституции Иордании.

## Правила наследование престола
Королевский престол наследуется в соответствии с агнатической примогенитурой. В линии престолонаследия находится только мужчины, которые являются законными потомками по мужской линии первого короля Иордании Абдаллы I (1946—1951). Принц должен родиться в мусульманской семье, чтобы иметь права на престолонаследие.
Король имеет право назначать одного из своих братьев в качестве наследника. Если король умирает без законного наследника, престол переходит к кандидату, который будет избран Национальным собранием из числа потомков Хусейна бен Али (1853/1854 — 1931), шерифа Мекки и первого короля Хиджаза, руководителя Арабского восстания (1916—1918).
Член династии может быть отстранен от престолонаследия по королевскому указу на основании непригодности, но его потомки не будут автоматически исключены из линии престолонаследия.

## Линия престолонаследия

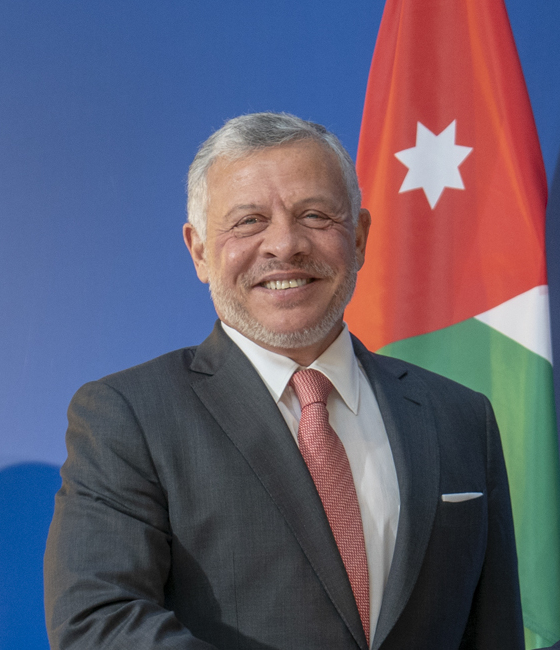
Король Иордании Абдалла II

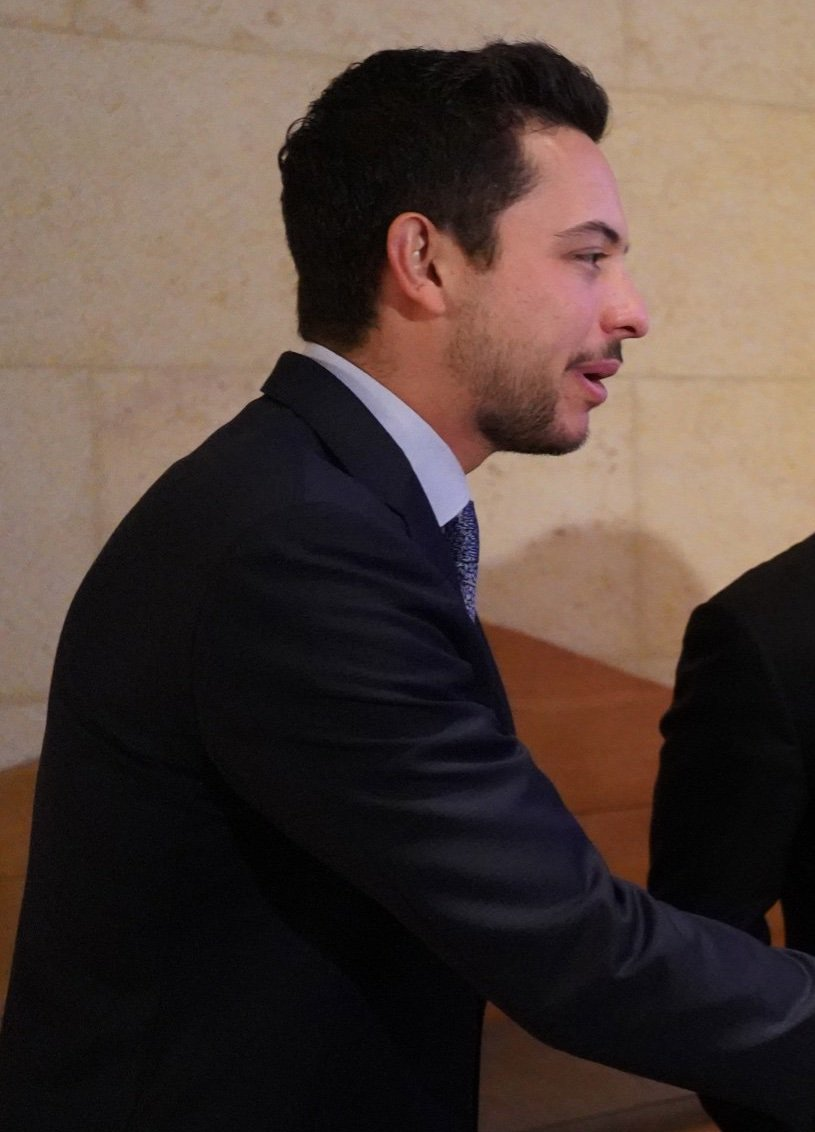
Кронпринц Хусейн, старший сын Абдаллы II

- Хусейн ибн Али аль-Хашими (1853—1931)
  -  король Абдалла I (1882—1951)
    -  король Талал (1909—1972)
      -  король Хусейн (1935—1999)
        -  король Абдалла II (род. 1962)
          - (1) кронпринц Хусейн (род. 1994)
          - (2) принц Хашем (род. 2005)

        - (3) принц Фейсал (род. 1963)
          - (4) принц Омар (род. 1993)
          - (5) принц Абдалла (род. 2016)
          - (6) принц Мухаммад (род. 2017)

        - (7) принц Али (род. 1975)
          -  (8) принц Абдалла (род. 2007)

        - (9) принц Хамза (род. 1980)
          - (10) принц Хуссейн (род. 2019)
          - (11) принц Мухаммад (род. 2022)

        - (12) принц Хашим (род. 1981)
          - (13) принц Хусейн Хайдара (род. 2015)
          - (14) принц Мухаммад Аль Хассан (род. 2019)

      - принц Мухаммад (1940—2021)
        - (15) принц Талал (род. 1965)
          - (16) принц Хусейн (род. 1999)
          - (17) принц Мухаммад (род. 2001)

        - (18) принц Гази (род. 1966)
          - (19) принц Абдалла (род. 2001)

      - (20) принц Хасан (род. 1947)
        - (21) принц Рашид (род. 1979)
          - (22) принц Хасан (род. 2013)
          - (23) принц Талал (род. 2016)

    - принц Наиф (1914—1983)
      - (24) принц Али (род. 1941)
        - (25) принц Мухаммад (род. 1973)
          - (26) принц Хамза (род. 2007)
          - (27) принц Хайдар (род. 2013)

        -  (28) принц Джафар (род. 2007)

      - (29) принц Асем (род. 1948)
        - (30) принц Наиф (род. 1998)
          - (31) принц Асем (род. 2023)

  -  принц Зейд (1898—1970)
    -  (32) принц Раад (род. 1936)
      - (33) принц Зейд (род. 1964)
        - (34) принц Раад (род. 2001)

      - (35) принц Миред (род. 1965)
        - (36) принц Ракан (род. 1995)
        - (37) принц Джафар (род. 2002)

      - (38) принц Фирас (род. 1969)
        - (39) принц Хашем (род. 2010)

      - (40) принц Фейсал (род. 1975)
        - (41) принц Хусейн (род. 2013)

## Список наследников престола
- 1946—1951: Талал бин Абдалла, старший сын Абдаллы I
- 1951—1952: Хусейн бин Талал, старший сын Талала
- 1952—1962: Мухаммад бин Талал, старший брат Хусейна
- 1962—1965: Абдалла бин Хусейн, старший сын Хусейна
- 1965—1999: Хасан бин Талал, второй брат Хусейна
- 1999: Абдалла бин Хусейн, старший сын Хусейна

Брат короля Хусейна, принц Мухаммад, был наследником престола до рождения старшего сына Хусейна, Абдаллы. Абдалла был наследником престола с момента своего рождения в 1962 году до 1965 года, когда король Хусейн решил назначить своего 18-летнего брата Хасана в качестве наследника из-за нестабильности в 1960-х годах.
Вскоре после своего брака с королевой Нур, король Хусейн поручил своему брату назначить принца Али (старшего сына Хусейна от его брака с королевой Алией) в качестве его наследника. Тем не менее, к 1992 году Хусейн изменил свое мнение. Помимо своих собственных сыновей, король всерьез рассматривал своего племянника, принца Талала бин Мухаммада в качестве своего возможного наследника. Наконец, 25 января 1999 года, незадолго до его смерти, Хусейн вторично провозгласил Абдаллу престолонаследником.
- 1999—2004: Хамза бин Аль-Хусейн, третий брат Абдаллы II
- 2004 — настоящее время: Хусейн бин Аль-Абдалла, старший сын Абдаллы II.